# Luis Carlos Cuartero
Luis Carlos Cuartero Laforga (født 17. august 1975 i Zaragoza, Spanien) er en spansk tidligere fodboldspiller (forsvarer).
Cuartero spillede hele sin karriere, fra 1992 til 2009 hos Real Zaragoza i sin fødeby. Her var han med til at vinde den spanske pokalturnering Copa del Rey to gange, i henholdsvis 2001 og 2004.
Cuartero nåede aldrig at repræsentere det spanske A-landshold, men var en del af landets U/21-landshold, der vandt guld ved U/21-EM i 1998.

## Titler
Copa del Rey
- 2001 og 2004 med Real Zaragoza

Supercopa de España
- 2004 med Real Zaragoza

U/21-EM
- 1998 med Spanien U/21